# Ladislav Pósa
Ladislav Pósa [ladislau póša] (* 24. června 1949 Tvrdošovce), uváděný také jako Ladislav Póša, nebo Michal Póša, je bývalý slovenský fotbalový záložník. Žije v Nových Zámcích.

## Hráčská kariéra
Začínal v rodných Tvrdošovcích. Na podzim 1969 byl v kádru Slovanu Bratislava a nastoupil za něj v jednom utkání Poháru vítězů pohárů. Toto utkání se hrálo ve středu 17. září 1969 v Záhřebu a domácí Dinamo v něm porazilo obhájce trofeje 3:0 (poločas 1:0). Během ZVS hrál za Duklu Nováky. Kariéru uzavřel v Elektrosvitu Nové Zámky (1972–1978). V československé lize nestartoval.